# Kaptemane, Sagar
Kaptemane là một làng thuộc tehsil Sagar, huyện Shimoga, bang Karnataka, Ấn Độ.